# Тагуа (департамент)
Тагуа (фр. Département Tahoua) — департамент Нігеру, в регіоні Тагуа. Адміністративним центром департаменту є місто Тагуа.

## Географія
Департамент Тагуа знаходиться на заході країни та межує на півночі з департаментом Чінтабараден, на сході з Абалак та Кейта, на півдні з Іллела, на заході з регіоном Тіллабері.

## Населення
Населення, станом на 2012 рік, становило 581 586 осіб.
У 2011 році чисельність населення становила 500 361 осіб.
| 1977      | 1988      | 2001      | 2011      | 2012      |
| --------- | --------- | --------- | --------- | --------- |
| → 166 330 | ↗ 239 048 | ↗ 359 994 | ↗ 500 361 | ↗ 581 586 |